# خلوستینا
خلوستینا (به چکی: Chlustina) یک منطقهٔ مسکونی در جمهوری چک است که در ناحیه بروون واقع شده‌است. خلوستینا ۵٫۵۶ کیلومتر مربع مساحت و ۲۱۹ نفر جمعیت دارد و ۴۴۰ متر بالاتر از سطح دریا واقع شده‌است.